# オラン・ペンデク

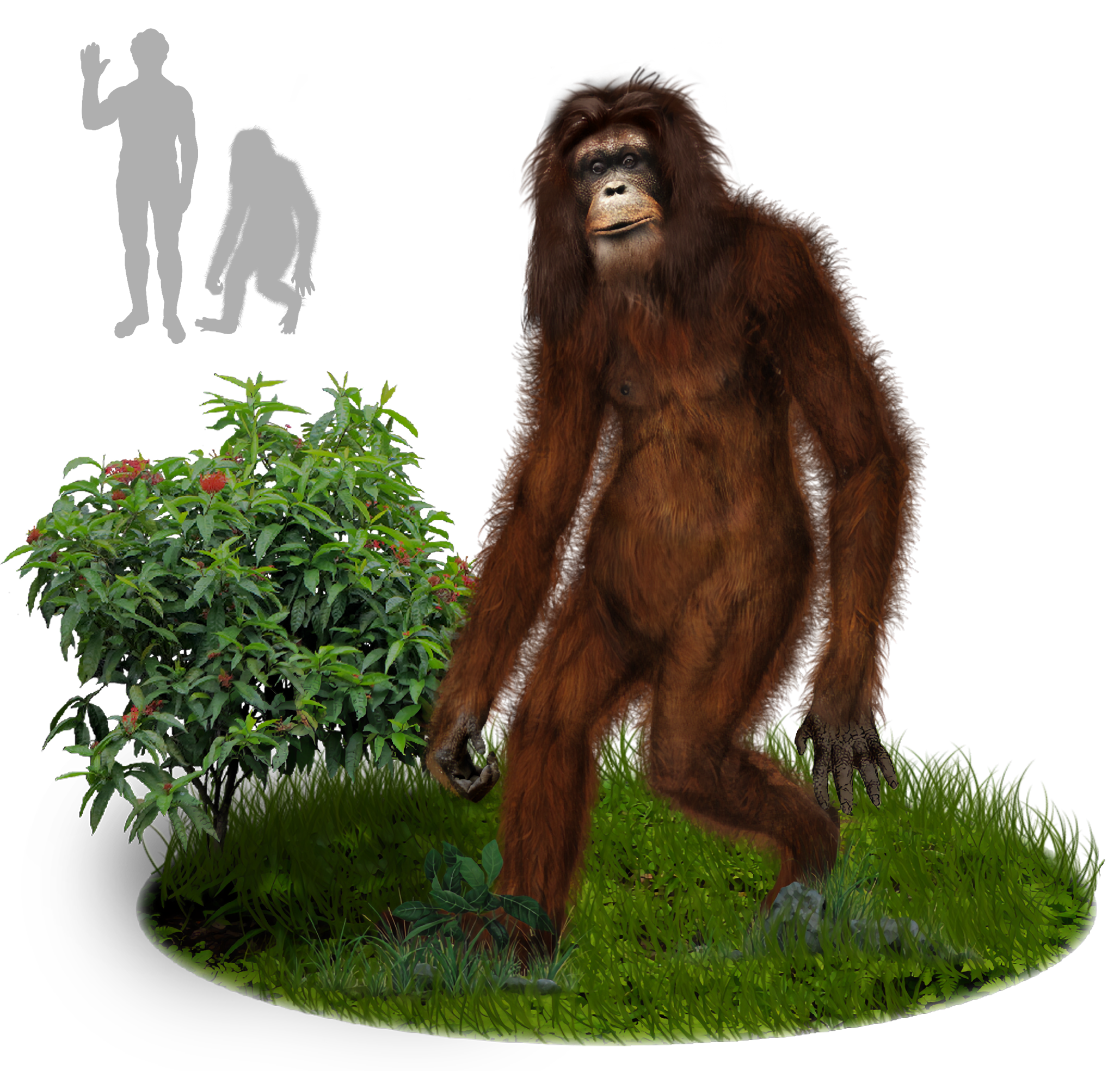
オラン・ペンデク

オラン・ペンデク(Orang Pendek)は、未確認動物の一種。インドネシアのスマトラ島に棲息しているといわれている。

## 特徴
- 棲息地と目撃場所:インドネシアのスマトラ島
- 体長（推定）:80cm-1.5m[1]
- 外見:体色は全身茶かダークグレーの体毛で覆われている。たてがみの様な髪の毛に[1]、腹は大きめで樽の様な体形である。また、手の方が脚部に比べ長い。
- 性格:臆病だが、食物を得る際は木をひっくり返す程の力を持つ[1]｡

- 好物・食性:雑食。昆虫やヘビ[1]、植物では果実や若い芽とドリアン[1]、パフールと呼ばれる草を好む。

## 解説
インドネシアのスマトラ島に生息しているといわれるオラン・ペンデクは、現地の言葉で「背の低い人」を意味しており、一番古い記録では13世紀の目撃記録が残されている。
1917年、以前からオラン・ペンデクに注目していた博物学者エドワルド・ヤコブソンが、オランダからインドネシアへ転居した。彼はオランダの科学雑誌に『オラン・ペンデク遭遇談』を寄稿した。その記事の内容は彼がスマトラ島の山麓でオラン・ペンデクを調査した記録が残されている。地元のガイドが「オラン・ペンデクが後ろ足で地面を蹴り、逃げた」と言う目撃談からヤコブソンは「もし、それがオランウータンだとすれば木の枝を伝って逃げるので、オランウータンの誤認ではない」と判断した。また、足跡も発見されており、形は幅広で長さも短いため人間やオランウータンのものではないとした。
ジャワのブイテンツォルク博物館はオラン・ペンデクの物と思われる足跡を手に入れた。その足跡が発見されたアエル・テマン地区の行政官の説明によると、ある日、地域の農場作業員が見慣れない動物を見たと主張しそれを恐れていたため調査に赴いたという。そこで行政官はオラン・ペンデクの足跡らしき物を発見したと証言している。最終的に足跡はブイテンツォルク博物館のダムメルマン博士によってマレー太陽グマ(ウルスス・マラヤヌス)のものだという判断がなされた。
1989年、オラン・ペンデクの目撃情報にかねてから興味を持っていたイギリスの自然保護派ジャーナリストデボラ・マーティルは、6月から1993年までスマトラ島のクリンチ山でオラン・ペンデクの調査を開始した。調査開始当初は、地元民からの目撃情報を入手するだけだったが、その3ヵ月後、ようやくオラン・ペンデクらしき足跡を発見した。足跡は36mに渡って続いており、彼女は石膏で型を採取した。長さはおよそ20cmで、指は4本で並んでおり、親指は足の側面から直角に出ていた。しかし、その後は空振りの連続でとうとう3年の月日が流れた。だが、1993年9月に遂にマーティル自身がオラン・ペンデクを目撃した。目撃後マーティルは「それはどのような図鑑にも載っていない、どこの動物園にもいない、未知の霊長類だった」と述べた。
2001年9月、イギリスの科学者である、アンドリュー・サンダーソン・キース・トウリー・アダム・デイビスの3人がマーティルの目撃談に興味を持ち、スマトラ島ガナン・トゥジュ湖周辺を調査し、オラン・ペンデクのものらしき足跡を発見した。それを石膏で採取し、長さは20cmで大人の手の平ほどのサイズだった。また、その模様はイギリスのBBCで放映された。
2003年6月、イギリスのリチャード・フリーマン（動物学者）・ジョン・ヘア（科学ライター）・クリス・クラークら3人がガナン・トゥジュ湖で調査を開始し、足跡を発見した。彼らは「二足歩行する生物に間違いない」と判断した。また、歯型（10cm程）がついたオラン・ペンデクの好物、パフール草の茎も見つかっている。多くの草がちぎられていて、食い荒らしたあとがあり、これをオラン・ペンデクの仕業と判断した。

## 正体と実在性
インドネシア・フローレス島でフローレスマンと言う、人骨の化石が発見されている。体長はおよそ1m程で13000年前まで生息していたらしい。また、「ホモ・フローレシエンシス」という学名も与えられている。また、周辺の島でも同じような小型の獣人の目撃情報や伝説が多く残されている。この事から、オラン・ペンデクの正体はフローレスマンに近い進化をした新種人属の生き残り説が有力とされている。

## 小説に登場したオラン・ペンデク
ゴジラの原作者として知られる作家の
香山滋によって、

『オラン・ペンデクの復讐』(1947年)、
『オラン・ペンデク後日譚』(1948年)、

『オラン・ペンデク射殺事件』（1959年)

の三つの小説が書かれた。